# توماس ليندبرغ
توماس ليندبرغ (بالسويدية: Tomas Lindberg)‏ هو مغني وملحن وعازف قيثارة سويدي، ولد في 16 أكتوبر 1972 في غوتنبرغ في السويد.

## وصلات خارجية
- توماس ليندبرغ على موقع ميوزك برينز (الإنجليزية)
- توماس ليندبرغ على موقع أول ميوزيك (الإنجليزية)
- توماس ليندبرغ على موقع ديسكوغز (الإنجليزية)